# Fabienne Keller
Fabienne Keller (ur. 20 października 1959 w Sélestat) – francuska polityk, urzędnik, samorządowiec, senator, była mer Strasburga, eurodeputowana V, IX i X kadencji.

## Życiorys
Absolwentka École polytechnique, następnie studiowała w Stanach Zjednoczonych na Uniwersytecie Kalifornijskim w Berkeley. Pracowała jako urzędniczka w ministerstwie rolnictwa i ministerstwie finansów, później była związana z alzacką instytucją kredytową CIAL. Na początku lat 90. zaangażowała się w działalność Unii na rzecz Demokracji Francuskiej, później przystąpiła do Unii na rzecz Ruchu Ludowego.
W latach 1992–2002 była radną departamentu Dolny Ren, a od 1998 jednocześnie wiceprzewodniczącą rady regionalnej w Alzacji. Od czerwca do lipca 2002 formalnie przez dwa tygodnie sprawowała mandat posłanki do Parlamentu Europejskiego V kadencji.
W 2001 wygrała wybory na urząd mera Strasburga. W 2008 bez powodzenia ubiegała się o reelekcję, przegrywając z kandydatem socjalistów. Od września do listopada 2004 zasiadała w Senacie. Ponownie do wyższej izby francuskiego parlamentu była powoływana w lutym 2005 i we wrześniu 2014. W 2017 dołączyła do centroprawicowego ugrupowania Agir.
W 2019 z listy zorganizowanej wokół prezydenckiego ugrupowania LREM uzyskała mandat posłanki do Europarlamentu IX kadencji. Z powodzeniem ubiegała się o reelekcję w 2024.